# Caltagirone
Caltagirone, sicilsky Caltaggiruni, je město na ostrově Sicílie, který patří Itálii. Je součástí Metropolitního města Katánie.
Caltagirone má 38 000 obyvatel a je po Caltanissettě druhým největším městem ve vnitrozemí Sicílie.
Město je od starověku proslulé výrobou keramiky, jeho název pochází z arabského výrazu qal'at-al-jarar (hrad džbánů). V roce 1965 bylo otevřeno muzeum keramiky.
Staré město bylo zničeno zemětřesením v roce 1693 a nové město bylo postaveno kompletně v barokním slohu. Pro svoji architekturu bylo Caltagirone spolu s dalšími sedmi městy z oblasti Val di Noto zapsáno na seznam Světového dědictví UNESCO. Hlavními památkami jsou katedrála San Giuliano a kostel Santa Maria del Monte, k němuž vede keramické schodiště. Nedaleké Monte San Mauro je archeologickým nalezištěm z doby bronzové.
Pěstuje se olivovník, mandlovník, réva vinná a dub korkový.
Rodákem z Caltagirone byl kněz a politik Luigi Sturzo.